# Ludwig van Beethoven
Ludwig van Beethoven (rửa tội ngày 17 tháng 12 năm 1770 – 26 tháng 3 năm 1827) là một nhà soạn nhạc cổ điển người Đức. Ông là một hình tượng âm nhạc quan trọng trong giai đoạn giao thời từ thời kỳ âm nhạc cổ điển sang thời kỳ âm nhạc lãng mạn. Ông được coi là Người dọn đường (Wegbereiter) cho thời kỳ âm nhạc lãng mạn. Beethoven được khắp thế giới công nhận là nhà soạn nhạc vĩ đại, nổi tiếng và có ảnh hưởng nhất tới rất nhiều những nhà soạn nhạc, nhạc sĩ và khán giả về sau. 
Trong số những kiệt tác của ông phải kể đến các bản giao hưởng như Giao hưởng số 2 Rê trưởng, Giao hưởng số 3 Mi giáng trưởng (Anh hùng ca), Giao hưởng số 5 Đô thứ (Định mệnh), Giao hưởng số 6 Fa trưởng (Đồng quê), Giao hưởng số 7 La trưởng, Giao hưởng số 9 Rê thứ (Niềm vui), các tác phẩm cho dương cầm như Für Elise và các sonata Bi tráng (Pathétique), Ánh trăng (Moonlight), Bình minh (Waldstein), Khúc đam mê (Appasionata)... các bản sonata cho vĩ cầm như Mùa xuân (Spring), Kreutzer,... các bản concerto số 2, số 3, số 5 Emperor (Hoàng đế), Violin Concerto D major,... các khúc mở màn Overture Coriolan, Leonore, Egmont,... và vở opera duy nhất Fidelio,...

## Cuộc đời

### Gia đình
Beethoven sinh tại Bonn, Đế quốc La Mã Thần thánh, cha là Johann van Beethoven (1740-1782), người gốc Vlaanderen, và mẹ là Magdalena Keverich van Beethoven (1745-1787). Cho đến tận thời gian gần đây, nhiều công trình tham khảo coi ngày 16 tháng 12 là "ngày sinh" của Beethoven, với lý do là ông được rửa tội vào ngày 17 tháng 12.Vì trẻ con vào thời đó thường được rửa tội vào ngày hôm sau ngày sinh. Tuy nhiên, các học giả hiện đại không đồng ý dựa trên giả định như vậy. Một câu chuyện vô căn cứ, hoàn toàn không có nguồn gốc cho rằng, ông là con ruột của Quốc vương Friedrich II Đại Đế nước Phổ. Cũng có tin đồn cho ông là con ruột của cháu của Quốc vương Friedrich II Đại Đế - Quốc vương Friedrich Wilhelm II. Nhạc sĩ Beethoven trở nên khó chịu, và thẳng tay bác bỏ những tin đồn nhảm nhí kiểu này.
Thầy dạy nhạc đầu tiên cho Beethoven là cha ông, là ca sĩ tại cung của Hầu-Tuyển đế ở Bonn, tuy nhiên cha ông cũng là người nghiện thuốc kích thích, hay đánh ông và không thành công trong việc chứng minh ông là thần đồng, như Mozart. Tuy nhiên, tài năng của Beethoven sớm được mọi người chú ý. Beethoven được Christian Gottlob Neefe dạy bảo và nhận vào làm, cũng như được Hầu-Tuyển đế hỗ trợ về tài chính. Mẹ của Beethoven mất năm ông 17 tuổi, và trong vòng vài năm ông chịu trách nhiệm nuôi dưỡng hai người em trai của mình.
Ludwig van Beethoven sinh ra trong một gia đình nhạc sĩ, tuy nhiên tổ tiên là những người nông dân và thợ thủ công có nguồn gốc từ Vlaanderen. Chữ "van" trong tên ông không có nghĩa là xuất thân từ dòng dõi quý tộc (adlige Herkunft) mà đơn thuần chỉ là từ để chỉ nguồn gốc địa phương (örtliche Herkunft). Ông nội của ông là người Hà Lan, cũng mang tên Ludwig Van Beethoven, là một người chỉ huy dàn nhạc cung đình ở Bonn, qua đời lúc Beethoven ba tuổi. Cha ông, Johann van Beethoven, là một ca sĩ giọng tenor trong giáo đường hoàng gia ở Bonn, biết chơi violon và piano. Mẹ của Beethoven là Maria Magdalena Keverich, là con gái một người đầu bếp cung đình, từng làm tớ gái, sau lấy tớ trai, không lâu sau lại thành vợ của ông Johann. Bà là người ngoan ngoãn, dịu hiền, chăm chỉ. Tuy cả gia đình chỉ dựa vào thu nhập ít ỏi từ ông Johann để sống qua ngày nhưng nhờ có sự đảm đang chống đỡ của bà nên vẫn duy trì được. Ludwig Van Beethoven là con trai đầu trong gia đình. Ông sinh ngày 16 (hoặc 17) tháng 12 năm 1770, làm lễ rửa tội ngày 17 tháng 12 năm 1770.
Cha của Ludwig van Beethoven vốn rất ngưỡng mộ Mozart, người chỉ mới 5 tuổi đã là một nhà soạn nhạc. Thấy Beethoven còn nhỏ mà đã thích bấm lên những phím đàn piano của ông nội để lại, cha muốn ông trở thành một thiên tài âm nhạc như Mozart để gia đình sung sướng và danh giá nên ông được tập đàn clavio lúc ba tuổi, tiếp đó là những bài luyện đàn violon, piano, organ... Tuy nhiên, sự kỷ luật nghiêm ngặt của bố lại làm ngăn cản sự phát triển của cậu con trai. Ông bị cha mình ép đánh đàn suốt ngày đến nỗi ngón tay bị tê dại, sưng vù. Cha ông cũng không bằng lòng và thường xuyên mắng chửi ông, có khi còn đánh đập cực kì tàn nhẫn. Cha ông thường giục Beethoven dậy vào lúc nửa đêm để tập chơi dương cầm. Do vậy Beethoven thường rất mệt mỏi và không tập trung được khi đến trường. Khi Beethoven được 11 tuổi, theo quyết định của cha, Beethoven phải nghỉ học để tập trung vào âm nhạc.
Cuộc sống của Beethoven cũng có rất nhiều khó khăn. Cha ông là một người nghiện rượu và thô lỗ, mẹ ông lại hay đau ốm. Trong sáu anh chị em của Beethoven chỉ còn có hai người sống sót. Trong khi mối quan hệ giữa Beethoven với cha rất căng thẳng và xa cách thì ông lại rất thương yêu mẹ. Vào khoảng 5 tuổi ông bị chứng viêm tai giữa nhưng bố mẹ ông không hề biết đến. Do vậy ông đã không được điều trị hoặc điều trị không đúng cách. Có lẽ đây chính là nguyên nhân làm ông bị điếc về sau này.
May mắn là các con của cha ông đã phát hiện ra tài năng thiên phú của Beethoven. Mọi người tìm cách thuyết phục cha cho phép để Beethoven được tiếp tục theo học nhạc với các thầy dạy nhạc khác. Trong số các thầy dạy của Beethoven, có thể kể tên Christian Gottlob Neefe (nghệ sĩ dương cầm, đại phong cầm và cũng là một nhà soạn nhạc) và Franz Angton Ries (nghệ sĩ vĩ cầm).
Năm 1781, khi Beethoven lên 11 tuổi, ông đã biểu diễn như một nghệ sĩ piano điêu luyện tại Hà Lan. Cũng trong thời gian này, ông cũng được cử làm phụ tá chơi đàn organ trong nhà thờ tại Bonn.
Năm 1782 chính Neefe đã cho xuất bản tác phẩm đầu tiên của Beethoven, bản "Các variation cho clavecin của bản march của Ernst Christoph Dressler". Cũng chính trong năm này, Beethoven trở thành người đại diện cho Neefe ở dàn nhạc hoàng gia với vai trò nghệ sĩ đại phong cầm. Năm 14 tuổi, Beethoven giành được vị trí chính thức là nghệ sĩ chơi đại phong cầm trong dàn nhạc này. Tuy nhiên trong thời gian này ông vẫn tiếp tục luyện tập dương cầm.

### Giáo dục

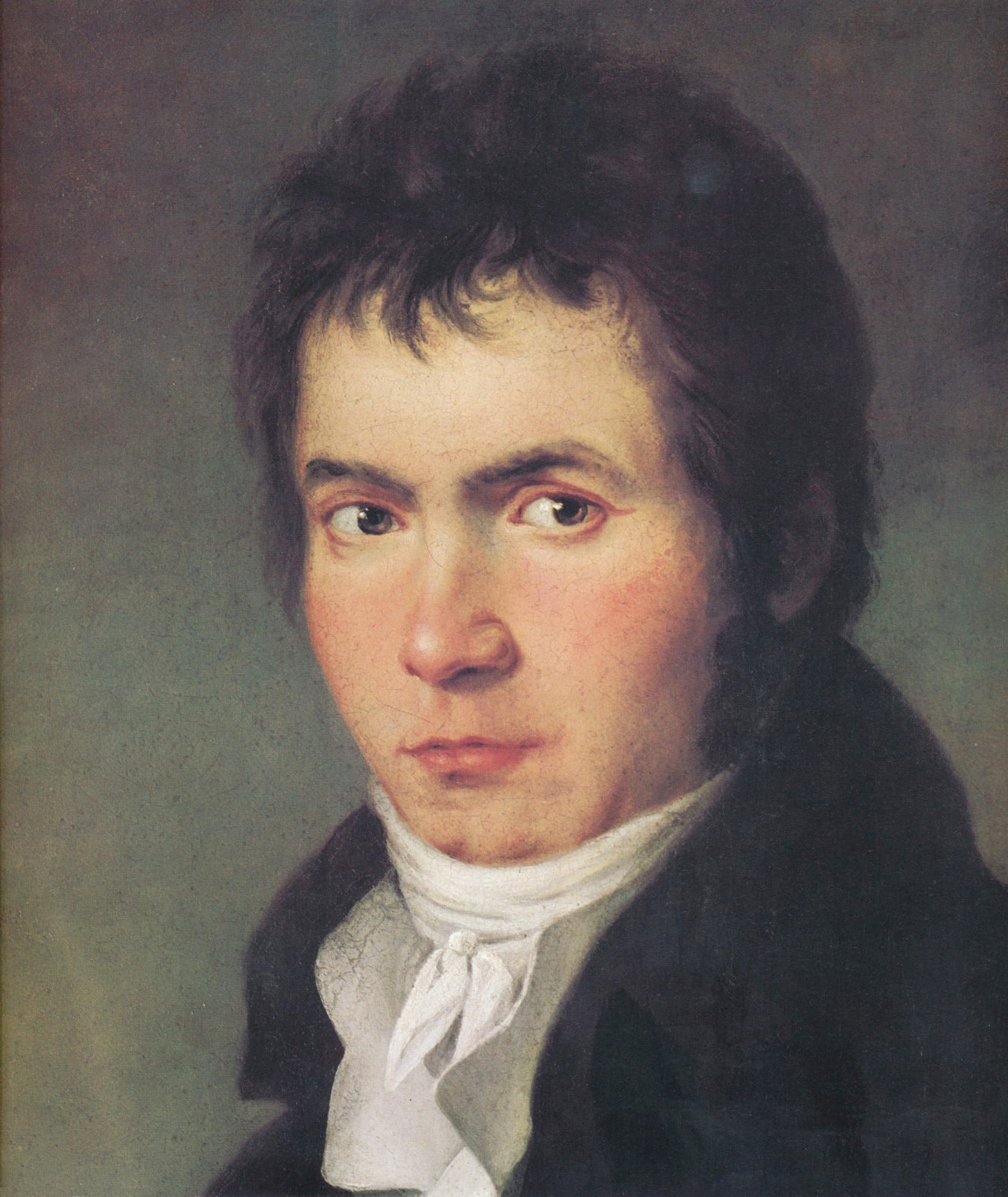
Chân dung năm 1804, bởi W.J. Mähler

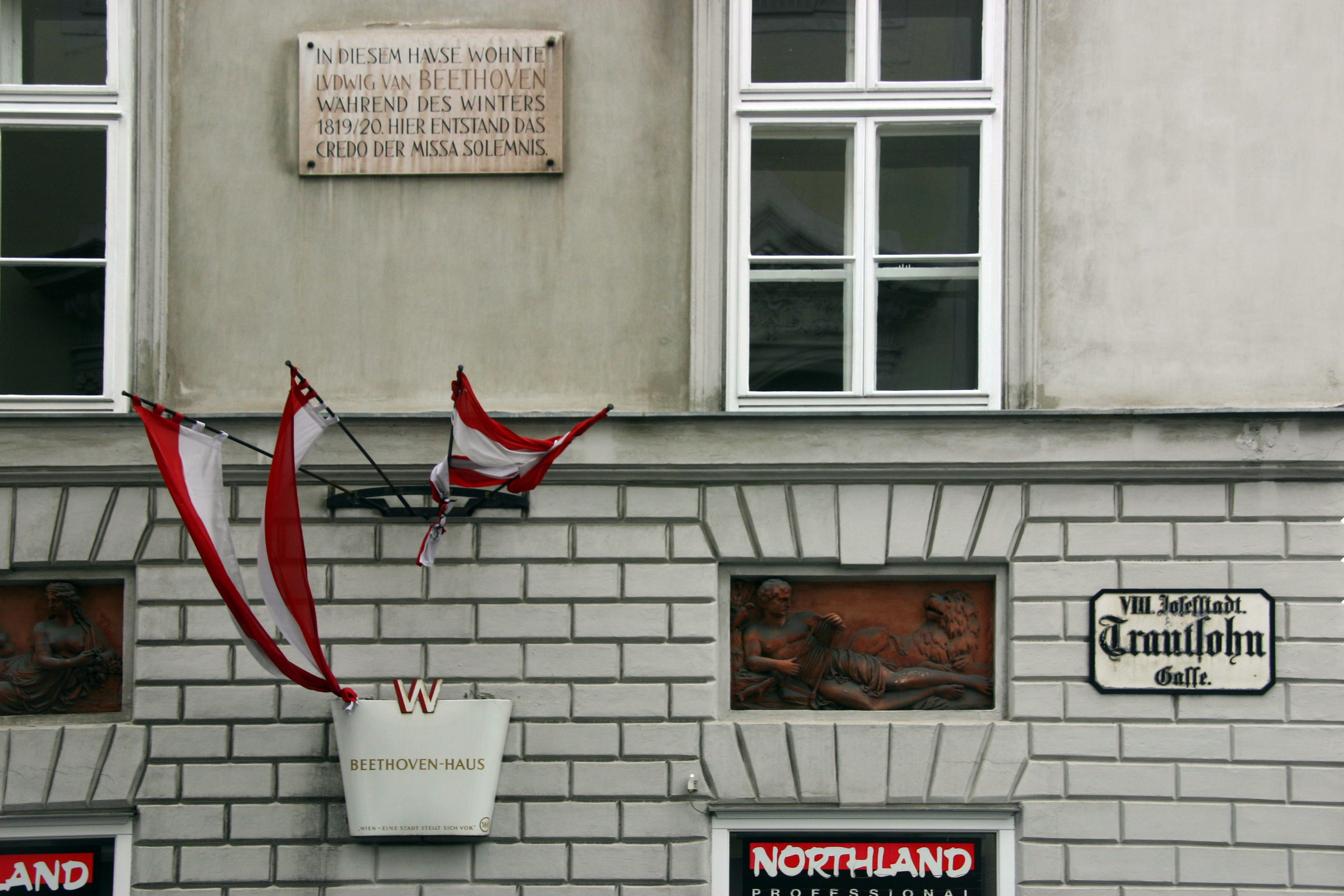
Tấm bảng tưởng niệm Ludwig van Beethoven ở Vienna

Để tiếp tục học hỏi, năm 1787, Beethoven đến Viên. Trong túi áo, ông có một giấy giới thiệu của Tuyển hầu tước (Kurfürst) Maximilian Franz, em trai út của Hoàng đế Joseph II. Mục đích chính của chuyến đi là được theo học Wolfgang Amadeus Mozart. Vào thời điểm ấy, rất nhiều nhà soạn nhạc nổi tiếng như Joseph Haydn đã biến thủ đô của Áo thành trung tâm âm nhạc của cả châu Âu.
Tuy nhiên ước mơ theo học Mozart đã không thực hiện được vì lúc đó nhà soạn nhạc thiên tài này quá bận bịu. Hơn nữa, Beethoven cũng chỉ ở Vien được hai tháng thì mẹ ông bị bệnh nặng nên ông đành quay về Bonn. Không bao lâu sau khi ông trở về Bonn thì mẹ ông cũng qua đời. Beethoven trở thành trụ cột chính cho gia đình nên ông không có điều kiện học thêm mà phải vừa đi biểu diễn vừa đi dạy học để kiếm tiền.
Khi 19 tuổi (năm 1789), Beethoven bắt đầu theo học tại Đại học Bonn. Tại đây và đặc biệt là thông qua Eulogius Schneider, ông đã nhanh chóng tiếp cận với những tư tưởng của Cách mạng Pháp. Niềm hứng khởi của ông về những tư tưởng tự do và bác ái của cuộc cách mạng được phản ánh trong các tác phẩm của ông sau này, đặc biệt là trong vở nhạc kịch Fidelio.
Năm 1791, 21 tuổi, ông được một cụ già ở Bonn giúp quay trở lại Wien theo học hòa âm với Haydn và một số thầy dạy khác. Sau đó tìm được một học trò để dạy mà kiếm tiền tiêu, ngoài giờ dạy nhạc ông lại sáng tác. Vài tác phẩm thành công nhưng tác giả lại phải sống trong căn nhà thiếu vệ sinh, ăn bữa no bữa đói.
Năm 22 tuổi, lần thứ hai Ludwig van Beethoven tiếp tục đến Wien và lần này ông không bao giờ quay trở lại Bonn, thành phố quê hương của ông nữa. Cha ông đã qua đời. Lãnh địa của vương hầu nơi đây đã bị diệt vong bởi sự xâm chiếm của người Pháp. Vào thời điểm đó, Wolfgang Amadeus Mozart cũng đã qua đời trong lặng lẽ. Tuy nhiên Beethoven được Joseph Haydn và Antonio Salieri nhận làm học trò. Nhờ sự giới thiệu cũng như tài năng của mình, Beethoven đã được những người có thế lực bậc nhất của Wien như Nam tước van Swieten và nữ vương hầu Lichnowski nhận đỡ đầu.

### Những đau đớn thể xác
Trong cuộc đời của mình, Ludwig van Beethoven đã phải chịu đựng sự hành hạ đau đớn về mặt thể xác. Nguyên nhân bệnh tật của ông cho đến hôm nay vẫn còn là đề tài nghiên cứu của các nhà khoa học. Có một thời người ta cho rằng Ludwig van Beethoven bị mắc bệnh giang mai bẩm sinh.
Vào đầu tháng 12 năm 2005, Phòng thí nghiệm Quốc gia Argonne ở Chicago đã đưa ra bằng chứng là ngay từ thời thanh niên Ludwig van Beethoven đã bị nhiễm độc chì rất nặng. Công bố này dựa vào sự phân tích một mẫu xương sọ của Ludwig Van Beethoven bằng X quang. Như vậy có thể nói ngay từ khi ông mới 20 tuổi Ludwig Van Beethoven đã chịu đựng tác động rất nặng của tình trạng nhiễm độc chì.
Tài liệu lịch sử còn cho biết, ngay từ khoảng 20 tuổi, tính cách của Ludwig Van Beethoven đã bắt đầu thay đổi. Cùng thời gian đó, ông cũng hay than phiền về chứng đau bụng không rõ nguyên nhân của mình.
Tuy nhiên người ta vẫn chưa rõ liệu chứng điếc của ông có phải do nhiễm độc chì hay không. Vào khoảng 30 tuổi, Ludwig van Beethoven bắt đầu biểu lộ những triệu chứng đầu tiên của bệnh xơ hóa thính giác và triệu chứng này ngày càng tồi tệ hơn, không có cách gì cứu vãn. Đến năm 1819 thì ông điếc hoàn toàn, chính vì vậy ông không còn trình diễn nữa cũng như không thể chỉ huy dàn nhạc được. Việc giao tiếp lúc này đối với ông cũng vô cùng khó khăn.

### Những năm cuối đời của Beethoven

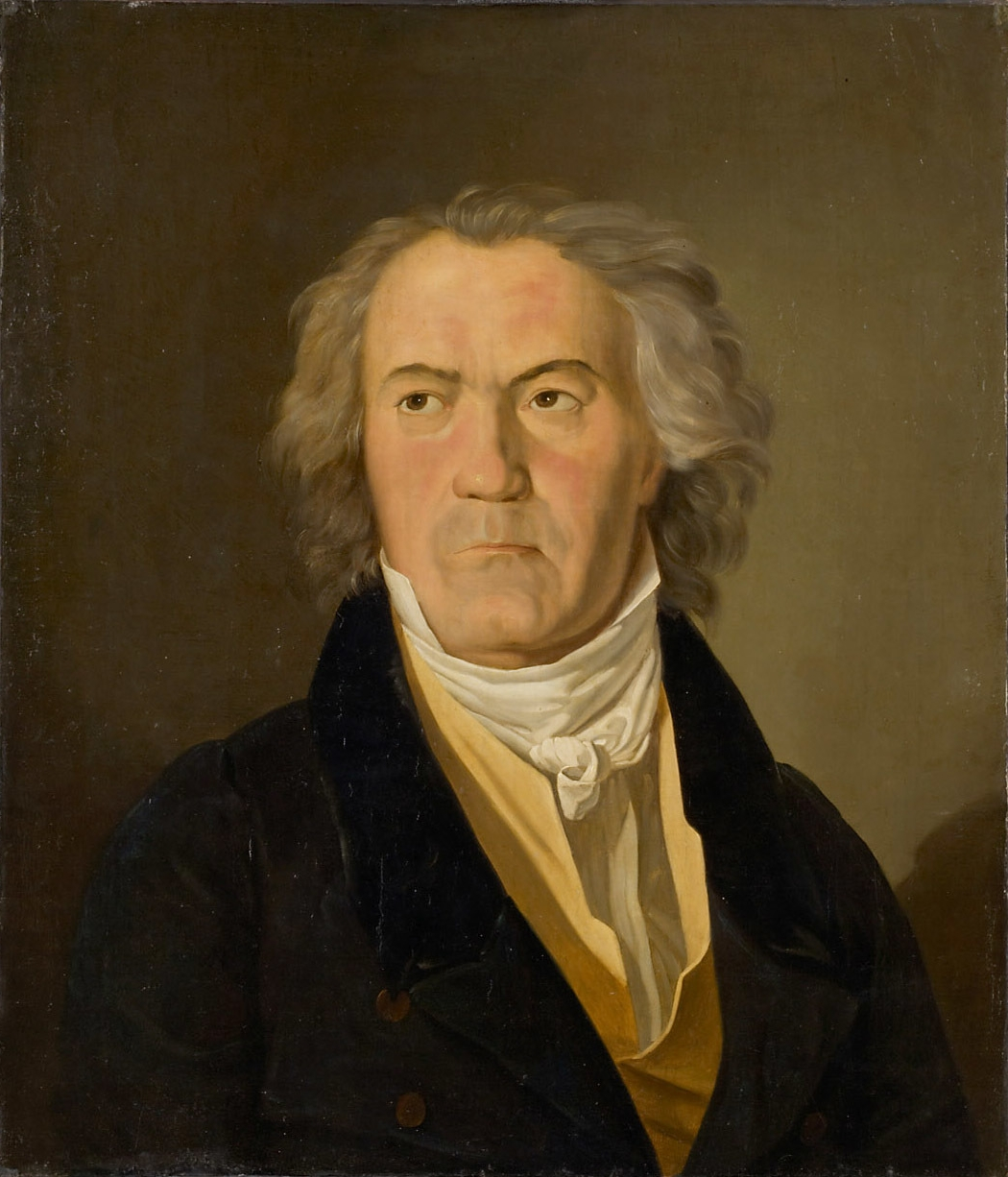
Beethoven năm 1823; bản sao của chân dung bởi Ferdinand Georg Waldmüller bị phá

Đến 1818, Beethoven điếc hẳn cả hai tai và sáng tác Bản Giao hưởng Số 8, ông lang thang ngoài phố, dáng điệu trông thảm thương. Gặp một người bạn quen, Beethoven rút ra trong túi một cây viết chì, một cuốn sổ con rồi nói: "Muốn nói chuyện với tôi thì cứ viết lên mặt giấy này!". Cái rủi này dồn dập đến cái không may khác. Trong lúc đó, người anh của Beethoven qua đời, để lại một đứa con tên là Charles, nhờ Beethoven nuôi dưỡng. Charles là một đứa trẻ tinh nghịch, đủ tật xấu, nói dối, còn trẻ mà lại be bét rượu chè.
Và lúc ấy, Beethoven đã 50 tuổi. Nhạc sĩ vẫn tiếp tục sáng tác. Bản Giao hưởng số 9 ra đời, sau đó còn sáng tác thêm Bản Lễ ca trang trọng, những sonata cuối cùng: Liên tấu cho đàn piano và Tứ tấu. Trong toàn bộ di sản của ông, những tác phẩm này nổi bật hơn cả, chủ yếu vì chúng đã vượt ra ngoài các truyền thống cổ điển với lối diễn đạt hết sức thoải mái, các tâm trạng khác nhau của thế giới nội tâm.
Cuộc sống buồn chán lại tiếp diễn. Thỉnh thoảng, Beethoven lại có chuyện bực mình với đứa cháu, lại lo lắng về tiền bạc, trong lúc còn bị đau dạ dày. Năm 1826, Beethoven về sống với người em tên là Johann, để hưởng chút khí trời trong lành nhưng qua tháng 11 năm ấy, ông được gọi về Wien gấp, vì đứa cháu bị cảnh sát Wien bắt.
Beethoven đi nhờ trên chiếc xe bò của một người bán sữa đến thành Wien. Gặp trời giá lạnh, sức khỏe lúc này đã kiệt quệ, ông run cầm cập vì giá lạnh, hơi thở khó khăn và khạc ra từng đống máu. Người cháu vô ơn Charles chẳng thiết gọi bác sĩ. Đến ngày 5 tháng 1 năm 1827, Beethoven tuyên bố để lại cho người cháu tất cả tài sản của mình.
Beethoven liên tục nghiện rượu vang nho và không để mọi người chăm sóc sức khoẻ cho mình. Ngày 26 tháng 3 năm 1827, cơ thể đã gần như tê liệt. Khoảng 5 giờ chiều hôm ấy, trong cơn bão tuyết lạnh giá của Berlin, Ludwig van Beethoven đã trút hơi thở cuối cùng, ông đã vĩnh viễn ra đi trong sự tiếc thương, đau xót của bạn bè, người thân. Đám tang của Beethoven có hàng ngàn người đưa tiễn. Và sau đó, toàn bộ tài sản Beethoven để lại, kể cả bản thảo, đều bị đem bán đấu giá. Tất cả đều rơi vào tay của hai nhà xuất bản sách là thương gia Gaflinger và Actari với giá rẻ mạt.

## Sự nghiệp
Năm 1781, Beethoven 11 tuổi, ông đã biểu diễn như một nghệ sĩ piano điêu luyện tại Hà Lan. Cũng trong thời gian này, ông cũng được cử làm phụ tá chơi đàn organ trong nhà thờ tại Bonn.
Năm 1782 chính Neefe đã cho xuất bản tác phẩm đầu tiên của Beethoven, bản "Các variation cho clavecin của bản march của Ernst Christoph Dressler". Cũng chính trong năm này, Beethoven trở thành người đại diện cho Neefe ở dàn nhạc hoàng gia với vai trò nghệ sĩ đại phong cầm. Năm 14 tuổi, Beethoven giành được vị trí chính thức là nghệ sĩ chơi đại phong cầm trong dàn nhạc này. Tuy nhiên trong thời gian này ông vẫn tiếp tục luyện tập dương cầm
Năm 1795, Beethoven bắt đầu nổi danh là một nghệ sĩ piano với bản Concerto cung đô trưởng. Nhưng chẳng may từ năm 1818 ông bắt đầu bị lãng tai. Lúc đầu ông mất hết hy vọng nhưng rồi cố gắng thích nghi với điều kiện sống và bắt đầu tập trung tư tưởng tình cảm cao độ hơn bất cứ lúc nào hết trong sáng tác.
Những tác phẩm của Beethoven hoàn thành trong khoảng 1803-1805 vượt trội hẳn những gì mà ông sáng tác trước đó. Đó là bản Sonate Kreutzar (1803) viết cho violon và piano. Bản Giao hưởng Số 3 Anh hùng ca (1804) có sức cuốn hút mạnh mẽ và gây xúc động sâu xa, lúc đầu ông đề tặng Napoléon nhưng khi Napoléon lên ngôi Hoàng đế thì ông đã xé đi lời đề tặng. Các Sonate cho piano, Bình minh (1804) và Appassionta (1805), Bản Giao hưởng Số 4 (1806), Bản Giao hưởng Số 5 Định mệnh (1808) đều có giá trị nghệ thuật lớn lao. Ông muốn lột tả trong âm thanh về một cuộc sống trong sự đấu tranh với cái chết bằng một sức mạnh khủng khiếp cuối cùng đã ca khúc khải hoàn, như nhân vật nữ trong vở Opera Fidelio (1805) ra sức bảo vệ người chồng của mình chống lại sự xấu xa bạo tàn, và trong khúc Missa solemnis là lời cầu nguyện để giải thoát khỏi đau thương chiến tranh.

## Thông tin về hộp sọ của ông
Giữa tháng 12 năm 2005, Trung tâm Nghiên cứu Beethoven, thuộc Đại học San Jose (Hoa Kỳ) chính thức tuyên bố đã tìm ra hộp sọ của Beethoven. Đây là tài sản thừa kế của nhà doanh nghiệp Paul Kaufmann (người gốc Áo, hiện đang sống tại Danville, California, Hoa Kỳ).
Chiếc hộp sọ này gồm 13 mảnh (2 mảnh lớn phía sau sọ, 11 mảnh nhỏ) được khai quật năm 1863 rồi được cất giữ tại Pháp trước khi được chuyển giao cho Paul Kaufmann vào năm 1990.
Qua nghiên cứu hộp sọ (có so sánh DNA với các mẫu tóc của Beethoven), một số giả thuyết về cái chết của Beethoven đã bị bác bỏ (bệnh Crohn) hoặc được củng cố (hàm lượng chì cao).

## Tác phẩm
Các số ở đầu dòng là số tác phẩm:

### Tác phẩm dành cho dàn nhạc
Beethoven nổi tiếng nhất về chín bản giao hưởng của ông. Ông cũng soạn vài concerto, phần nhiều để ông trình diễn, cũng như nhạc dàn nhạc khác, nhất là overture và nhạc nền cho kịch tại nhà hát, và những tác phẩm để kỷ niệm những sự kiện đặc biệt.

#### Giao hưởng
1. Giao hưởng số 1 cung Đô trưởng (soạn 1799–1800, trình diễn 1800)
2. Giao hưởng số 2 cung Rê trưởng (soạn 1801–1802, trình diễn 1803)
3. Giao hưởng số 3 cung Mi giáng trưởng (Eroica, "Anh hùng ca"; soạn 1802–1804, trình diễn 1805)
4. Giao hưởng số 4 cung Si giáng trưởng (soạn 1806, trình diễn 1807)
5. Giao hưởng số 5 cung Đô thứ ("Định Mệnh" soạn 1804–1808, trình diễn 1808)
6. Giao hưởng số 6 cung Fa trưởng (Pastoral, "Đồng quê"; soạn 1803–1807, trình diễn 1808)
7. Giao hưởng số 7 cung La trưởng (soạn 1811–1812, trình diễn 1813)
8. Giao hưởng số 8 cung Fa trưởng (soạn 1811–1812, trình diễn 1814)
9. Giao hưởng số 9 cung Rê thứ (Choral, "Thánh ca"; soạn 1817–1824, trình diễn 1824)

Ngày xưa người ta tưởng rằng Giao hưởng "Jena" cung Đô trưởng là một giao hưởng sớm của Beethoven, nhưng ngày nay được cho là của Friedrich Witt. Beethoven có lẽ muốn viết Giao hưởng số 10 vào năm cuối cùng của ông; một bản vẽ phác được soạn bởi Barry Cooper.

#### Concerto
1. Concerto cho dương cầm số 1 cung Đô trưởng (1796–1797)
2. Concerto cho dương cầm số 2 cung Si giáng trưởng (1798)
3. Concerto cho dương cầm số 3 cung Đô thứ (1803)
4. Concerto cho ba đàn vĩ cầm, hồ cầm, và dương cầm cung Đô trưởng (1805)
5. Concerto cho dương cầm số 4 cung Sol trưởng (1807)
6. Concerto cho vĩ cầm cung Rê trưởng (1806)  - Opus 61a: Bản chuyển soạn của Opus 61 cho dương cầm, đôi khi được gọi Concerto cho dương cầm số 6
7. Concerto cho dương cầm số 5 cung Mi giáng trưởng (Emperor, "Hoàng đế"; 1809)

#### Bản khác dành cho người đơn ca và dàn nhạc
1. Romance cho vĩ cầm và dàn nhạc số 1 cung Sol trưởng (1802)
2. Romance cho vĩ cầm và dàn nhạc số 2 cung Fa trưởng (1798)
3. "Khúc phóng túng thánh ca" (Khúc phóng túng cung Đô thứ cho dương cầm, đồng ca, và dàn nhạc; 1808)

#### Ouverture và nhạc thính phòng
1. The Creatures of Prometheus, ouverture và nhạc kịch múa (1801)
2. Ouverture Coriolan (1807)
3. Các ouverture được soạn cho opera Fidelio của Beethoven:  - Opus 72: Ouverture Fidelio (1814)
  - Opus 72a: Ouverture Leonore "số 2" (1805)
  - Opus 72b: Ouverture Leonore "số 3" (1806)
  - Opus 138: Ouverture Leonore "số 1" (1807)
4. Egmont, ouverture và nhạc nền (1810)
5. Chiến thắng của Wellington ("Giao hưởng Trận đánh"; 1813)
6. Die Ruinen von Athen ("Tàn tích của Athens"), ouverture và nhạc nền (1811)
7. König Stephan (Quốc vương Stephen), ouverture và nhạc nền (1811)
8. Ouverture Zur Namensfeier (Feastday, "Ngày hội") (1815)
9. Ouverture Die Weihe des Hauses ("Hiến dâng Nhà"; 1822)

### Tác phẩm nhạc phòng
Các tứ tấu đàn dây của Beethoven gần như nổi tiếng như các bản
giao hưởng. Ông cũng soạn nhạc phòng cho vài loại đồng diễn khác, bao gồm các bộ ba dương cầm, bộ ba đàn dây, và sonata cho vĩ cầm và hồ cầm với dương cầm, cũng như các tác phẩm có kèn sáo.